# Schalfkogel
Schalfkogel (3537 m n. m.) je hora v Ötztalských Alpách, části Centrálních Východních Alp. Leží v rakouské spolkové zemi Tyroly. Severozápadní svahy vrcholu přikrývají ledovce Gurgler Ferner a Kleinleitenferner, dále Diemferner a od jihu Schalfferner.
Na vrchol je možné vystoupit ze středisek Hochwildehaus (2883 m n. m.) nebo Ramolhaus (3006 m n. m.). Vrchol jako první zdolal Frédéric Mercey v roce 1839 spolu s několika nosiči z údolí Pfelder a horským vůdcem z Meranu.
Název Schalf pochází z latinského názvu saxus albus (Bílá skála), což odkazuje na celoroční sněhovou pokrývku.

## Poloha
Schalfkogel se nachází vzdušnou čarou asi sedm kilometrů jihojihozápadně od Obergurglu, části obce Sölden. Hora je zcela obklopena ledovci. Na severozápadě leží Diemferner, na severovýchodě Gurgler Ferner, stejně jako Kleinleitenferner a na jihu Nördlicher Schalfferner, který byl dříve spojen s Schalfferner. Sousedními vrcholy jsou 3398 m vysoký Hintere Diemkogel na západě, který odděluje Diemjoch (3315 m n. m.). V průběhu severního hřebene, odděleného Firmisanjoch (3287 m n. m.), leží Firmisanschneide (3490 m n. m.). Na jihu, oddělená vrcholem Schalfkogeljoch (3373 m n. m.), leží Kleinleitenspitze (3446 m n. m.).

## Základny a trasy
Trasa prvních horolezců v roce 1830 vedla z údolí Pfelderer na Hochwildejoch (3225 m n. m.) a přes Schwärzenkamm na Steinernen Tisch, kde dnes stojí Hochwildehaus. V roce 1830 zde již stála kamenná bouda, kde si Mercey a jeho společníci odpočinuli a poté se vydali západním směrem k Schalfkogelu. Ukázalo se, že silné sluneční světlo na ledovci způsobuje některým členům výpravy vážné problémy s očima. Po krátkém pobytu na vrcholu sestoupili na Katharinaberg v údolí Schnals.
Pro výstup na Schalfkogel normální cestou slouží jako výchozí bod Hochwildehaus ve výšce 2883 m, kam se dostanete z Obergurglu. Trasa vede od chaty jako vysokohorská túra s odpovídajícím vybavením a ledovcovými zkušenostmi nejprve západním směrem po výškové linii 2800 metrů přes Gurgler Ferner. Z vrcholu Schalfkogeljoch se na vrchol dostanete po skalnatém jižním hřebeni, podle literatury za celkem čtyři hodiny chůze od Hochwildehausu. Výstup je možný také z Ramolhausu (3005 m) na sever. Výstup ze severu přes Firmisanjoch a severní hřeben trvá tři hodiny.